# María Adela Durango
María Adela Durango (Madrid, Provincia de Madrid, 25 de noviembre de 1916) es una escritora española, autora de más de 300 novelas rosas entre 1943 y 1974, algunas fueron traducidas a portugués, además fue letrísta musical. Es una deportista y viajera, utilizando los lugares que visitaba en sus novelas.